# Bèlveser
Bèlveser (en francès Belvezet) és un municipi francès situat al departament del Losera i a la regió d'Occitània.